# Krühbusch
Krühbusch ist eine Ortslage der bergischen Großstadt Wuppertal. Die Ortslage ist aus einem der Höfe Barmens hervorgegangen.

## Lage und Beschreibung
Der Hof befand sich im Bereich des Schulzentrums Ost östlich des Wichlinghauser Bachs im heutigen Wohnquartier Oberbarmen-Schwarzbach des Stadtbezirks Oberbarmen. Die alte Hofstelle ist heute Teil der dichten innerstädtischen Gewerbe- und Wohnbebauung im Wohnquartier.

## Geschichte
Krühbusch wurde erstmals im 17. Jahrhundert erwähnt, soll aber in der Zeit der ersten überlieferten Beyenburger Amtsrechnung (Abrechnung des Rentmeisters an die Bergisch-herzogliche Kameralverwaltung) um 1466 zum Wuppermannshof gehört haben. Territorial lag das Gebiet um Krühbusch im bergischen Amt Beyenburg, wo es Teil der Barmer Bauerschaft war.